# Szerbia és Montenegró az Eurovíziós Dalfesztiválokon
Szerbia és Montenegró két alkalommal vett részt az Eurovíziós Dalfesztiválon.
Szerbia és Montenegró műsorsugárzói az Udruženje javnih radija i televizija, a Radio-televizija Srbije és a Radio Televizija Crne Gore, amelyek 2001-ben lettek tagjai az Európai Műsorsugárzók Uniójának.

## Története
A mai Szerbia és Montenegró területeit magába foglaló Jugoszlávia már az ötödik, 1961-es dalfesztiválon versenyzett. Ebben az évben Spanyolország és Finnország mellett a tizennegyedik résztvevő országként debütált. Jugoszlávia 1992-ig rendszeresen részt vett, csak az 1977 és 1980 között időben és az 1985-ös versenyen nem. Az 1992-es versenyen Jugoszlávia felbomlása után Szerbia és Montenegró Kis-Jugoszlávia képviseletében vettek részt. Kis-Jugoszláviának az ENSZ-szankciók és a délszláv háború miatt megtiltották, hogy versenyezzenek 1993-ban, ezzel megkezdődött egy évtizedes kihagyás.

### Évről évre
2002-ben Szerbia és Montenegró jelezte részvételi szándékát a 2003-as rigai versenyre,de nem tudtak részt venni, miután az Európai Műsorsugárzók Uniója (EBU) úgy döntött, hogy túl sok ország lépne vissza, ha engedélyeznék Szerbia és Montenegró részvételét.

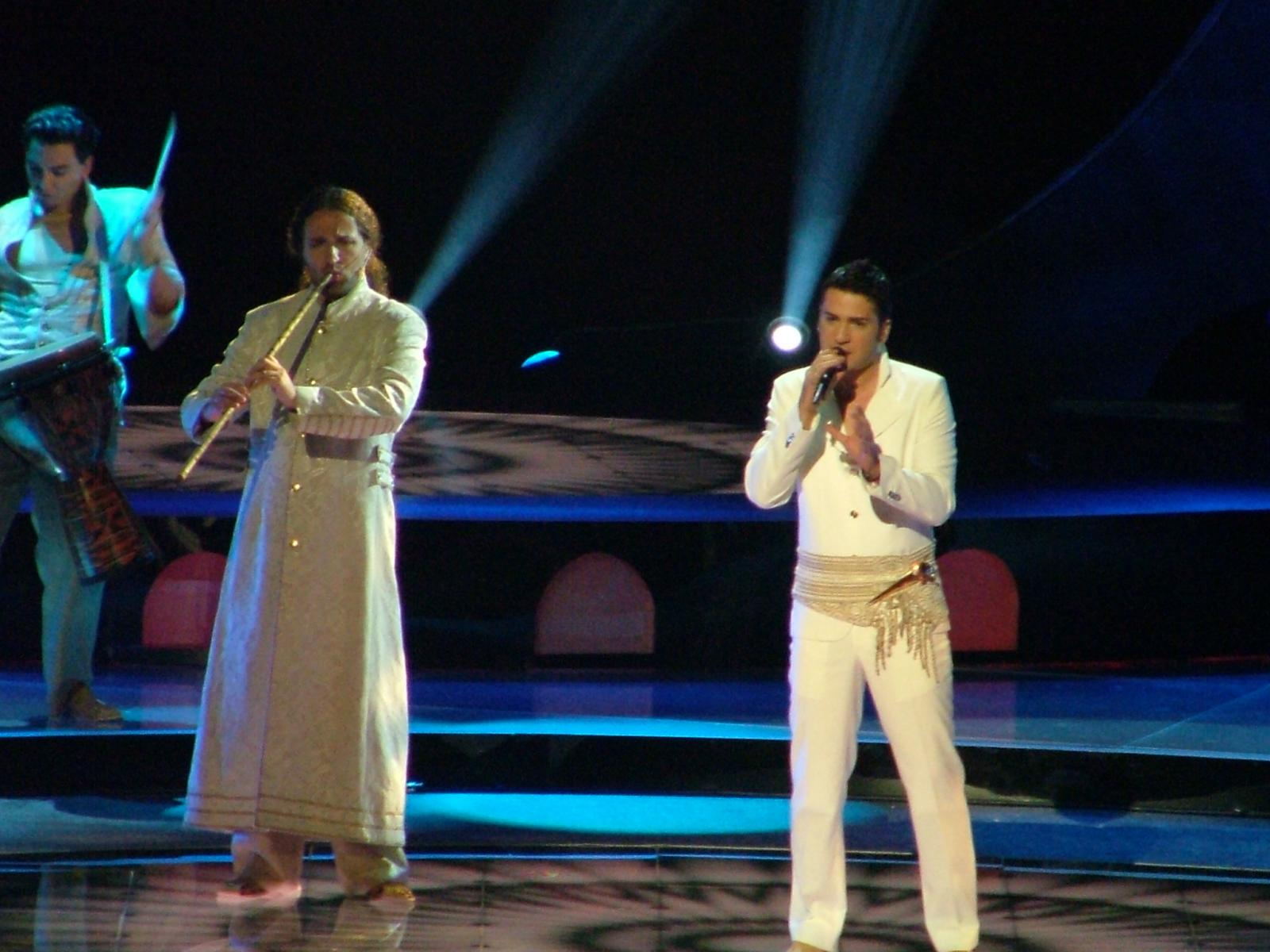
Željko Joksimović, az ország első és legsikeresebb versenyzője.

Végül 2004-ben vettek részt először a versenyen. Első versenyzőjük a szerb Željko Joksimović – aki később 2008-as Eurovíziós Dalfesztivál társműsorvezetője volt és 2012-ben Szerbia képviselője – volt, aki az elődöntőből első helyezettként jutott tovább a döntőbe, ahol tizenhét ponttal maradt le a győztes Ukrajnát képviselő Ruslana után. Mivel a legjobb tizenkettő között zártak, így 2005-ben automatikus döntősek voltak. Ekkor a montenegrói No Name együttes képviselte az országot, ők hetedik helyezettek lettek. Így 2006-ban ismét automatikus döntősök lettek volna, azonban az államszövetség két tagja nem tudott megegyezni a nemzeti döntőn, hogy szerb vagy montenegrói indulót válasszák, amit a nevezési határidőig nem tudtak eldönteni, így az EBU visszaléptette őket. A helyzetre való tekintettel az EBU úgy döntött, hogy nem szab ki büntetést, csak a részvételi díj kifizetésére kötelezi őket. Emellett egyedülálló módon engedélyezték, hogy szavazzanak. Így először fordult elő, hogy egy nem részt vevő ország is szavazott. A montenegrói tévé nem közvetítette a versenyt, így Szerbia és Montenegró szavazatairól csak Szerbia döntött.
A május 20-i athéni döntő utáni napon Montenegró lakosai népszavazáson az államszövetségtől való elszakadás mellett döntöttek, június 3-án pedig hivatalosan is kinyilvánították függetlenségét, így az államszövetség felbomlott. 2007-től már független indulókként vett részt mindkét ország. Montenegrót Stevan Faddy képviselte, aki a huszonnyolc fős elődöntőben huszonkettedik helyen végzett, ezzel megszerezve az ország eddigi legrosszabb eredményét. Míg Szerbiát Marija Šerifović képviselte, aki az elődöntőben és a döntőben is első helyezett lett, így megszerezte Szerbia első – és azóta egyetlen – győzelmét. A következő évben Belgrád adott otthont az Eurovíziós Dalfesztiválnak.

### Nyelvhasználat
A nyelvhasználatot korlátozó szabály 1999-ig volt érvényben, vagyis Szerbia és Montenegró 2004-es debütálásakor már szabadon megválaszthatták az indulók, hogy milyen nyelvű dallal neveznek.
2004-es daluk szerb nyelvű, a No Name együttes két dala montenegrói nyelvű volt.

### Nemzeti döntő
Szerbia és Montenegró nemzeti válogatója az Evropesma nevet viselte, és 2004 és 2006 között minden alkalommal megrendezték.
2004-ben a döntő előtt egy szerb elődöntőt rendeztek Beovizija néven. A huszonnyolc indulóból négy csatlakozhatott a már döntős húsz dalhoz. A győztest kilenc zsűritag választotta ki. Négy zsűritag szerb volt, négy montenegrói, a kilencedik zsűri pedig a nézők voltak, akik telefonos szavazás segítségével szavaztak.
2005-ben Szerbia és Montenegró is rendezett külön elődöntőt, Beovizija és Montevizija néven. Előbbiből tizennégy, utóbbiból tíz jutott tovább a döntőbe. A szavazás a 2004-ben bevezetett módon történt.
2006-ban a Beovizija és a Montevizija során egyaránt tizenkettő előadó vívta ki a döntőben való részvétel jogát. A döntőben a szavazás ugyanúgy zajlott, mint a korábbi években, azonban a montenegrói zsűrit részrehajlással vádolták, és az ország végül visszalépett a versenytől.

## Résztvevők
| Év   | Előadó                                   | Dal           | Magyar fordítás | Döntő | Pontszám | Elődöntő             | Pontszám             |
| ---- | ---------------------------------------- | ------------- | --------------- | ----- | -------- | -------------------- | -------------------- |
| 2004 | Željko Joksimović és az Ad Hoc Orchestra | Lane moje     | Kedvesem        | 2.    | 263      | 1.                   | 263                  |
| 2005 | No Name                                  | Zauvijek moja | Örökké az enyém | 7.    | 137      | Automatikusan döntős | Automatikusan döntős |
|      |                                          |               |                 |       |          |                      |                      |

### Visszaléptetett indulók
| Év   | Előadó  | Dal          | Magyar fordítás |
| ---- | ------- | ------------ | --------------- |
| 2006 | No Name | Moja ljubavi | Szerelmem       |

## Szavazástörténet

### 2004–2006
| Hely | Ország              | Pont |
| ---- | ------------------- | ---- |
| 1.   | Észak-Macedónia     | 32   |
| 2.   | Bosznia-Hercegovina | 19   |
| 3.   | Horvátország        | 17   |
| 4.   | Szlovénia           | 14   |
| 5.   | Ukrajna             | 13   |
| 6.   | Görögország         | 10   |
| 7.   | Finnország          | 8    |
| 7.   | Magyarország        | 8    |
| 9.   | Albánia             | 6    |
| 9.   | Moldova             | 6    |
| 9.   | Oroszország         | 6    |

| Hely | Ország              | Pont |
| ---- | ------------------- | ---- |
| 1.   | Ausztria            | 12   |
| 1.   | Bosznia-Hercegovina | 12   |
| 1.   | Hollandia           | 12   |
| 1.   | Horvátország        | 12   |
| 1.   | Németország         | 12   |
| 1.   | Svájc               | 12   |
| 1.   | Svédország          | 12   |
| 1.   | Szlovénia           | 12   |
| 9.   | Ciprus              | 10   |
| 9.   | Dánia               | 10   |
| 9.   | Észak-Macedónia     | 10   |
| 9.   | Fehéroroszország    | 10   |
| 9.   | Finnország          | 10   |
| 9.   | Görögország         | 10   |
| 9.   | Norvégia            | 10   |
| 9.   | Portugália          | 10   |
| 9.   | Románia             | 10   |

Szerbia és Montenegró sosem adott pontot az elődöntőben a következő országoknak: Andorra, Ausztria, Belgium, Dánia, Fehéroroszország, Lengyelország, Lettország, Málta, Monaco, Örményország, Portugália és Törökország
| Hely | Ország              | Pont |
| ---- | ------------------- | ---- |
| 1.   | Észak-Macedónia     | 27   |
| 2.   | Görögország         | 25   |
| 3.   | Horvátország        | 25   |
| 4.   | Bosznia-Hercegovina | 22   |
| 5.   | Albánia             | 16   |
| 6.   | Ukrajna             | 12   |
| 7.   | Finnország          | 7    |
| 8.   | Románia             | 7    |
| 9.   | Magyarország        | 6    |
| 10.  | Oroszország         | 6    |

| Hely | Ország              | Pont |
| ---- | ------------------- | ---- |
| 1.   | Ausztria            | 24   |
| 1.   | Horvátország        | 24   |
| 1.   | Svájc               | 24   |
| 4.   | Bosznia-Hercegovina | 22   |
| 4.   | Szlovénia           | 22   |
| 6.   | Ciprus              | 20   |
| 6.   | Észak-Macedónia     | 20   |
| 8.   | Svédország          | 16   |
| 9.   | Franciaország       | 16   |
| 9.   | Oroszország         | 16   |

Szerbia és Montenegró sosem adott pontot a döntőben a következő országoknak: Ausztria, Belgium, Dánia, az Egyesült Királyság, Franciaország, Hollandia, Írország, Izland, Izrael, Lengyelország, Lettország, Málta, Németország, Örményország, Spanyolország és Svájc

## Háttér
| Év   | Rendező   | Szerb kommentátor | Montenegrói kommentátor                              | Pontbejelentő    |
| ---- | --------- | ----------------- | ---------------------------------------------------- | ---------------- |
| 2003 | Riga      | Mladen Popović    | Nem volt                                             | Nem vettek részt |
| 2004 | Isztambul | Duška Vučinić     | Dražen Bauković és Tamara Ivanković                  | Nataša Miljković |
| 2005 | Kijev     | Duška Vučinić     | Dražen Bauković, Tamara Ivanković és Danijel Popović | Nina Radulović   |
| 2006 | Athén     | Duška Vučinić     | Dražen Bauković és Tamara Ivanković                  | Jovana Janković  |

## Díjak

### Marcel Bezençon-díj
| Kategória       | Év   | Előadó            | Dal           | Eredmény az Eurovízión | Eredmény az Eurovízión | Helyszín               |
| Kategória       | Év   | Előadó            | Dal           | Helyezés               | Pontszám               | Helyszín               |
| --------------- | ---- | ----------------- | ------------- | ---------------------- | ---------------------- | ---------------------- |
| Sajtódíj        | 2004 | Željko Joksimović | Lane moje     | 2.                     | 263                    | Törökország, Isztambul |
| Zeneszerzői díj | 2005 | No Name           | Zauvijek moja | 7.                     | 137                    | Ukrajna, Kijev         |

## Lásd még
- Szerbia és Montenegró a Junior Eurovíziós Dalfesztiválokon
- Szerbia az Eurovíziós Dalfesztiválokon
- Montenegró az Eurovíziós Dalfesztiválokon
- Szerbia a Junior Eurovíziós Dalfesztiválokon
- Montenegró a Junior Eurovíziós Dalfesztiválokon